# Граднулица
Граднулица је једно од највећих градских насеља у Зрењанину.

## Историја
До 18. века Граднулица је била самостално село близу Бечкерека. Основана је у средњем веку на обалама Бегеја. Већину становништва чинили су Срби. У српском крају или четврти Бечкерека 1727. године је забележено 27 кућа. Свештеници православни звали су се тада поп Јован и поп Стојан, а црква ће тек бити подигнута у лето 1737. године.
Постоји прича о православноме манастиру који се налазио на месту данашње Ваведенске цркве. Име манастира је било Дреновац, и био је окружен дубоком шумом. Првобитни манастир Дреновац је у ствари премештен са локације између данашњег Лукићева и Ечке, одакле је пренета Света трпеза, која је и данас у Ваведењској цркви у Граднулици. Овде се чува и копија чувене чудотворне бездинске Богородичине иконе, која је на богородичином престолу у броду Ваведењске цркве. Један од најпознатијих свештеника био је Рафаило Банатски, мисионар из манастира Хиландар, са Свете горе. Његов гроб налази се у капели поред цркве, и место је ходочашћа многих православних верника. Ово место, где се налази Ваведенска црква, било је, и даље јесте историјско средиште Граднулице. Поред цркве је било прво граднуличко српско православно гробље, чији се трагови још могу опазити у порти граднуличке цркве. Сећање на стари манастир Дреновац у народу је очувано и у имену улице која се зове „Манастирска“.
У порти ове цркве постоји храст чије је дебло и данас сачувано. С њега је капљала водица која је била лековита и верници су њену лековитост приписивали Светом Рафаилу Банатском, коме је над гробом поред Ваведењске цркве подигнута мала капела. Још старије предање памти да је „у доба силног српског цара Стефана ишла литија око овог храста на празник Духова и резао се колач“.
У главној граднуличкој улици која данас носи назив „Цара Душана“ је Константин Данил имао сликарску радионицу. Преко пута у истој улици је родна кућа Павла Аршинова (1855-1930) професора и публицисте у Београду. Управо се Аршинов нарочито ангажовао око заштите дела комшије иконописца Данила.
На југу Граднулице била је кућа породице Варади, која је уништена приликом реконструкције градског саобраћаја, кад је изграђена „Магистрала“. Основна школа је освећена у марту 1938, сматрали су је најлепшом у Петровграду.
На северу Граднулице налази се стадион и просторије Спортског клуба „Граднулица“. Месна заједница Граднулица данас поред старе историјске Граднулице обухвата и насеља Ајмачки крај, Ливаде, Бикарница и Гувно. Ајмачки крај је насељен у XVIII веку, породицама Срба граничара који су отпуштени из службе, из села Алмашa - међутим нема писаних извора из ког тачно Алмаша, да ли некадашњег села код Новог Сада, или другог села тог назива, обзиром да их је било у већем броју у Угарској. На месту њиховог првобитног насеља је данас Ђурђевска улица. Остали делови садашње Граднулице су подигнути после Другог светског рата.

## Име
Постоји неколико теорија око имена. Историчари верују да реч Граднулица долази од две речи; прва је градна од речи градина (у смислу „греда“) а друга реч је улица. То значи да би реч Граднулица могла значити улица на греди, јер је Граднулица до 18. века била полуострво, окружена реком Бегеј. Такође, данашња главна улица у Граднулици, Улица цара Душана, налази се на највишој тачки Граднулице, на средини некадашњег полуострва.

## Цркве
Постоје две цркве у Граднулици. Обе цркве налазе се у Улици цара Душана.
- Ваведенска црква или Храм ваведења пресвете Богородице, подигнута је на месту претходне из 1737. године.

Данашња зграда православне српске цркве, посвећена је Св. Ваведењу Богородице. Ова једнобродна барокна грађевина је свој коначни облик добила 1777. године. Иконостас су радили иконописци Арса Теодоровић и Грегор Ранисављев 1816-1819. године. Изграђена је иначе на месту где се давно налазио пресељени манастир Дреновац, чија Света трпеза је и данас Света трпеза Ваведењске Цркве. У манастиру се као посебна светиња чува копија иконе Пресвете Богородице Бездинске. С јужне стране Цркве је капела над гробом Св. Рафаила Банатског, која се сматра остатком старог манастира. Ваведењски храм је обновљен 1914. године, а зидно слике је насликао Стеван Алексић. Сећање на манастир, остало је у народу, што се може видети из назива улице Манастирска, на чијем је углу с улицом Цара Душана Граднуличка Ваведењска црква, непосредно близу основне школе «Ђура Јакшић» и забавишта. Поменута основна школа у том делу града је почела са радом у модерном здању 11. октобра 1938. године. Носила је назив ОШ "Витешки Краљ Александар I Ујединитељ".
На месту ваведенске цркве је вероватно постојала православна црква и у средњем веку, за коју се поуздано зна да је постојала још у доба турске власти, јер је затечена по ослобођењу од Турака крајем XVII века.
Око цркве је некад постојало православно гробље, а остаци надгробних споменика су крајем XX века још били видљиви у црквеној порти.
Вероватно се радило о средњовековном култном месту, о чему сведоче заштићени остаци бреста у порти цркве, где је извирала «водица», приписана Св. Рафаилу, након чије смрти је потекла и имала лековита својства, о чему сведоче вотивни дарови исцељених, који се чувају у поменутој капели. Према народном предању, богослужења су се одржавала под овим брестом знатно пре него што је подигнута црква у Граднулици. Донедавно се одржавао обичај да се на празник Св. Тројице (Духови) под брестом реже колач, што се чинило "од доба Св. цара Стефана Силног", ради чије успомене је и главна улица насеља названа улицом Цара Душана. Брест је изгорео услед удара грома шездесетих година XX, али је његово стабло ватрогасна служба спасла и оно је касније конзервирано.
- Словачка евангеличка црква, подигнута 1837. године. Првобитно није имала торањ, који је касније дозидан. Поред словачке парохије, пре 1945. године имала је још једну немачко-мађарску. Припадника лутеранске вероисповести је у Зрењанину било мало, тако да је евангеличка заједница Зрењанина без свештеника, храм опслужује пастор из Араца.

## Знамените личности
др Имре Варади
др Тибор Варади
Константин Данил
Павле Аршинов

## Привреда
Граднулица је настала као приградско српско насеље. Становништво се до Другог светског рата углавном бавило пољопривредном производњом (углавном ратарством. До православног гробља на углу, радио је до Другог светског рата млин, који ће јула 1942. године постати немачки концентрациони логор за ухапшене родољубе из града и околине. Још напред, на северу насеља је била циглана „Тоза Марковић“. После рата је отворен погон текстилне индустрије „Славица“ Становништво је после 1950 масовно почело да се опредељује за индустријску производњу и услужне делатности.